# 블랙홀 이니셔티브

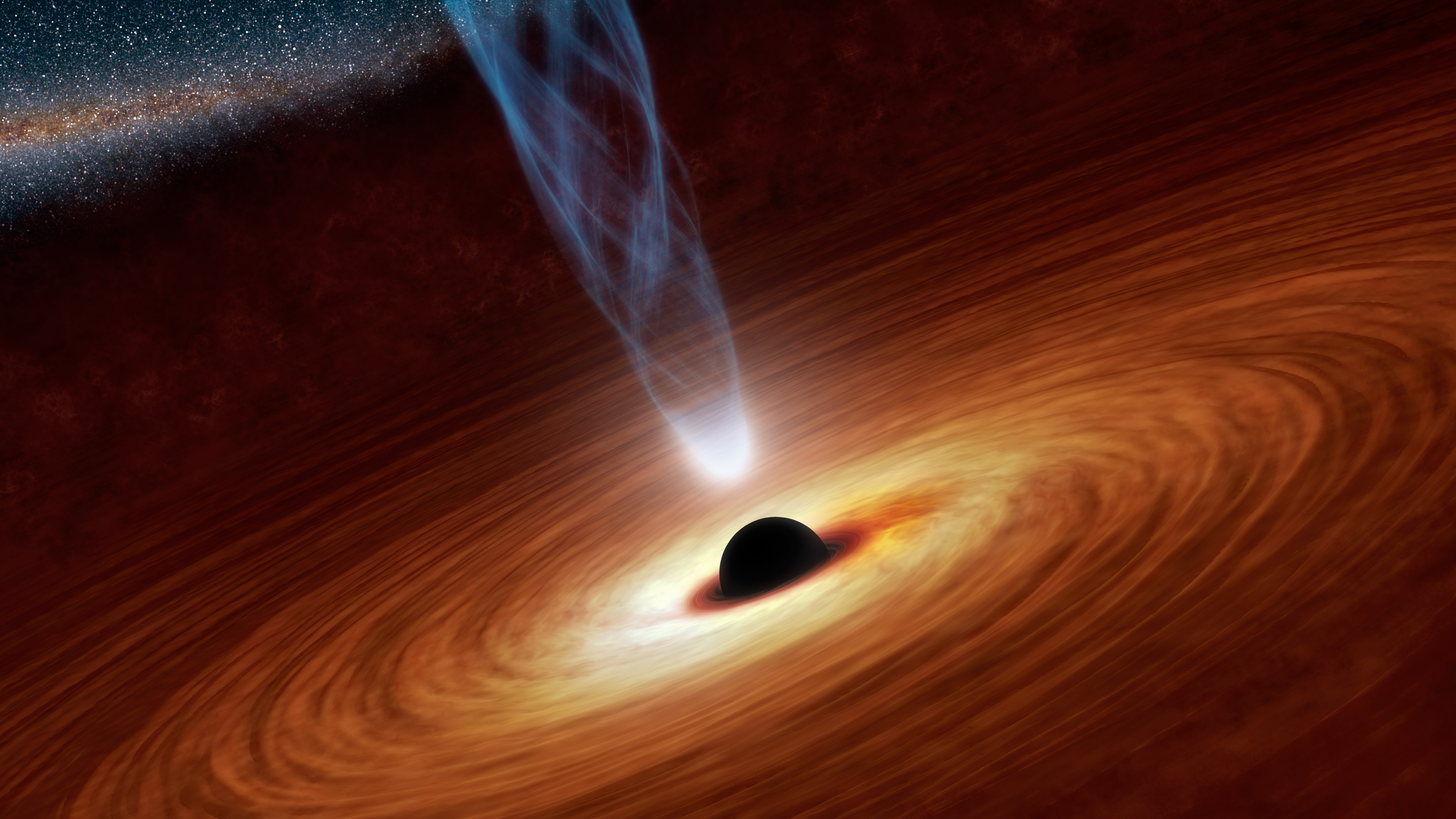

블랙홀 이니셔티브 (Black Hole Initiative, BHI)는 천문학, 물리학 및 철학 분야를 포함하는 하버드 대학의 학제간 센터로 블랙홀 연구에 중점을 둔 세계 최초의 센터라고 주장하기도 한다. 주요 참가자로는 세퍼드 S. 돌러먼 (Sheperd S. Doeleman), 피터 갤리슨, 애비 뢰브(Avi Loeb), 앤드루 스크로민저 및 싱퉁 야우가 있다. BHI 취임식은 2016년 4월 18일에 열렸으며 스티븐 호킹이 참석했다. 관련 워크숍 행사가 2016년 4월 19일에 개최되었다. 로버트 디이크라프 (Robert Dijkgraaf)는 BHI 취임식을 위한 벽화를 제작하였다.
BHI는 존 템플턴 재단과 고든 앤드 베티 모어 재단에서 자금을 지원한다. 하버드 대학교는 매사추세츠 주 케임브리지의 20 Garden Street 2층에 BHI를 위한 사무실 공간을 할당했다. BHI는 하버드 대학교 인문 과학 학부 내의 독립적인 센터이다.
만약 우주에 대한 예견 가능성인 결정론이 블랙홀에서 무너진다면, 다른 상황에서도 무너질 수 있다. 게다가 결정론이 무너진다면, 우리의 과거 역사조차도 확신할 수 없다. 역사 서적과 우리의 기억은 단지 환상일 수도 있다. 우리가 누구인지를 알려주는 것은 과거이다. 그것이 없다면 우리는 정체성을 잃게 될 것이다.— 스티븐 호킹, 하버드 대학교 BHI 취임식, 2016년 4월 18일

## 같이 보기
- 우주론
- 우리 은하 중심
- 은하
- 일반 상대성 이론
- 블랙홀 목록
- 블랙홀 개략
- 블랙홀 물리학 연표